# Kanoroba
Kanoroba  è una città e sottoprefettura della Costa d'Avorio appartenente al dipartimento di Korhogo. Conta una popolazione di 18 555 abitanti (censimento 2014).